# Rivel
Pour les articles homonymes, voir Rivel (homonymie).
Rivel  (en catalan ou occitan Rivèlh) est une commune française située dans le sud-ouest du département de l'Aude, en région Occitanie.
Sur le plan historique et culturel, la commune fait partie du Razès, un pays historiquement très étendu, qui ne se résume aujourd'hui qu'aux collines de la Malepère et au bas Razès au centre et au sud, limité par le pays de Sault. Exposée à un climat océanique altéré, elle est drainée par l'Hers-Vif, le Riveillou et par divers autres petits cours d'eau. La commune possède un patrimoine naturel remarquable : deux sites Natura 2000 (le « pays de Sault » et « Garonne, Ariège, Hers, Salat, Pique et Neste ») et onze zones naturelles d'intérêt écologique, faunistique et floristique.
Rivel est une commune rurale qui compte 218 habitants en 2022, après avoir connu un pic de population de 1 227 habitants en 1841. Ses habitants sont appelés les Rivelois ou  Riveloises.

## Géographie
La commune est située sur le Riveillou, affluent de l'Hers-Vif, à l'extrémité orientale du massif du Plantaurel.
Elle est limitrophe du département de l'Ariège.

### Communes limitrophes
Les communes limitrophes sont  Bélesta, Chalabre, Lesparrou, Montbel, Puivert, Roquefeuil, Sainte-Colombe-sur-l'Hers et Villefort.
| Sainte-Colombe-sur-l'Hers | Montbel (Ariège), Chalabre | Villefort                    |
| Lesparrou (Ariège)        | Rivel                      | Puivert                      |
| Bélesta (Ariège)          | Roquefeuil                 | Espezel (par un quadripoint) |

### Hydrographie
La commune est dans le bassin de la Garonne, au sein du bassin hydrographique Adour-Garonne. Elle est drainée par l'Hers-Vif, le Riveillou, un bras de l'Hers, le ruisseau de la Gamasse, le ruisseau de la Vernède et par divers petits cours d'eau, qui constituent un réseau hydrographique de 19 km de longueur totale,.
L'Hers-Vif, d'une longueur totale de 134,9 km, prend sa source dans la commune de Prades et s'écoule du sud vers le nord. Il traverse la commune et se jette dans l'Ariège à Cintegabelle, après avoir traversé 41 communes.

### Climat
Pour des articles plus généraux, voir Climat de l'Occitanie et Climat de l'Aude.
En 2010, le climat de la commune est de type climat océanique altéré, selon une étude s'appuyant sur une série de données couvrant la période 1971-2000. En 2020, Météo-France publie une typologie des climats de la France métropolitaine dans laquelle la commune est exposée à un climat de montagne ou de marges de montagne et est dans une zone de transition entre les régions climatiques « Pyrénées orientales » et « Pyrénées centrales »0.
Pour la période 1971-2000, la température annuelle moyenne est de 12,3 °C, avec  une amplitude thermique annuelle de 15,7 °C. Le cumul annuel moyen de précipitations est de 948 mm, avec 10,4 jours de précipitations en janvier et 6,2 jours en juillet. Pour la période 1991-2020 la température moyenne annuelle observée sur la station météorologique la plus proche, située sur la commune de Saint-Benoît à 10 km à vol d'oiseau, est de 12,5 °C et le cumul annuel moyen de précipitations est de 900,5 mm,. Pour l'avenir, les paramètres climatiques de la commune estimés pour 2050 selon différents scénarios d’émission de gaz à effet de serre sont consultables sur un site dédié publié par Météo-France en novembre 2022.

### Milieux naturels et biodiversité

#### Réseau Natura 2000

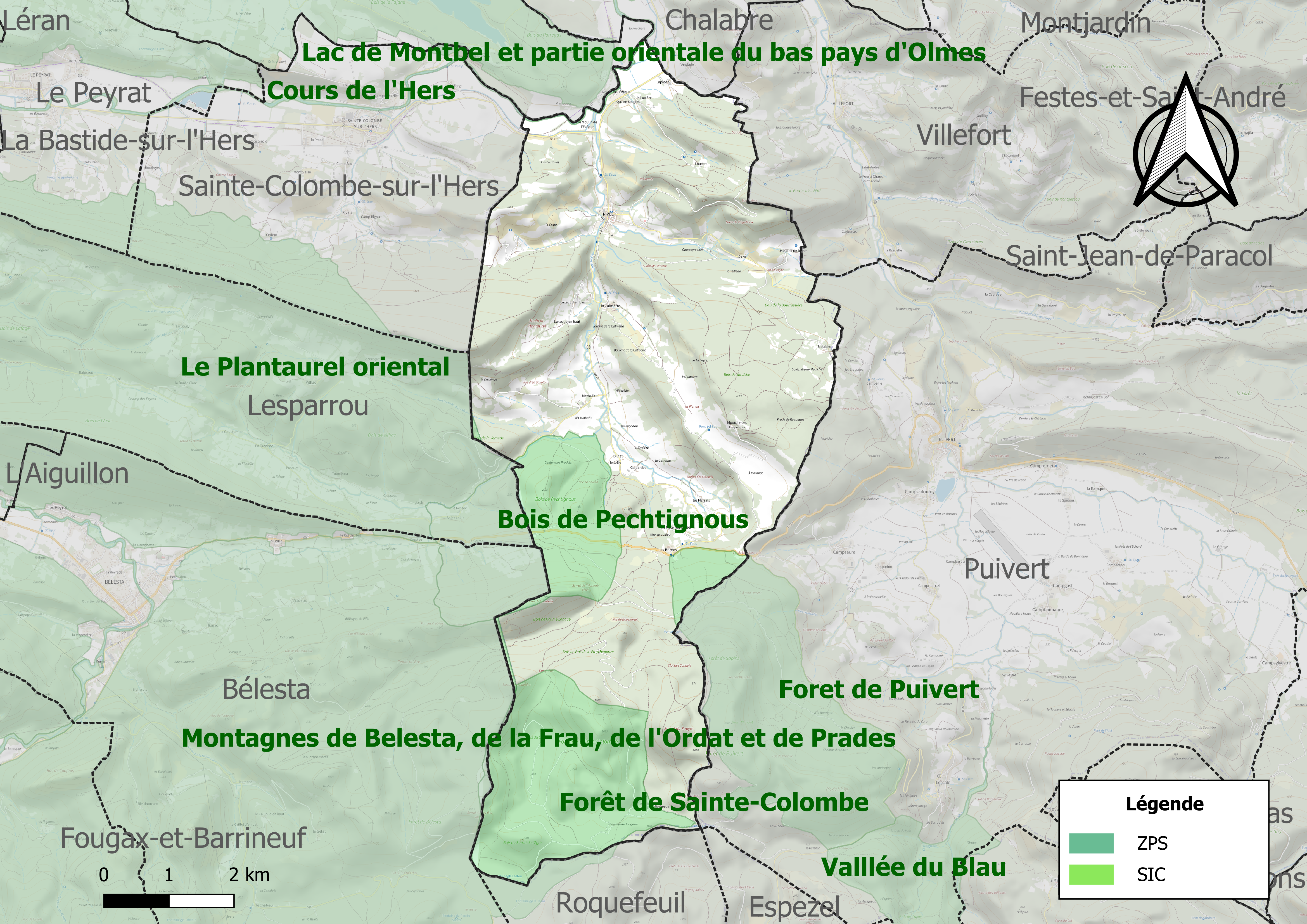
Site Natura 2000 sur le territoire communal.

Le réseau Natura 2000 est un réseau écologique européen de sites naturels d'intérêt écologique élaboré à partir des directives habitats et oiseaux, constitué de zones spéciales de conservation (ZSC) et de zones de protection spéciale (ZPS).
Un site Natura 2000 a été défini sur la commune au titre de la directive habitats :
- « Garonne, Ariège, Hers, Salat, Pique et Neste », d'une superficie de 9 581 ha, un réseau hydrographique pour les poissons migrateurs, avec des zones de frayères actives et potentielles importantes pour le Saumon en particulier qui fait l'objet d'alevinages réguliers et dont des adultes atteignent déjà Foix sur l'Ariège[13]

et un au titre de la directive oiseaux : 
- le « pays de Sault », d'une superficie de 71 499 ha, présentant une grande diversité d'habitats pour les oiseaux. On y rencontre donc aussi bien les diverses espèces de rapaces rupestres, en particulier les vautours dont les populations sont en augmentation, que les passereaux des milieux ouverts (bruant ortolan, alouette lulu) et des espèces forestières comme le pic noir[14].

#### Zones naturelles d'intérêt écologique, faunistique et floristique
L’inventaire des zones naturelles d'intérêt écologique, faunistique et floristique (ZNIEFF) a pour objectif de réaliser une couverture des zones les plus intéressantes sur le plan écologique, essentiellement dans la perspective d’améliorer la connaissance du patrimoine naturel national et de fournir aux différents décideurs un outil d’aide à la prise en compte de l’environnement dans l’aménagement du territoire.
Six ZNIEFF de type 1 sont recensées sur la commune :
- le « bois de pechtignous » (327 ha), couvrant 3 communes dont 2 dans l'Ariège et 1 dans l'Aude[16] ;
- le « cours de l'Hers » (891 ha), couvrant 41 communes dont 32 dans l'Ariège, 7 dans l'Aude et 2 dans la Haute-Garonne[17] ;
- la « foret de Puivert » (468 ha), couvrant 2 communes du département[18] ;
- la « forêt de Sainte-Colombe » (390 ha), couvrant 2 communes du département[19] ;
- « le Plantaurel oriental » (3 272 ha), couvrant 11 communes dont 9 dans l'Ariège et 2 dans l'Aude[20] ;
- les « montagnes de Belesta, de la Frau, de l'Ordat et de Prades » (14 015 ha), couvrant 16 communes dont 14 dans l'Ariège et 2 dans l'Aude[21] ;

et cinq ZNIEFF de type 2, : 
- le « grand plateau de Sault » (17 962 ha), couvrant 21 communes dont 3 dans l'Ariège et 18 dans l'Aude[22] ;
- « le Plantaurel » (42 116 ha), couvrant 72 communes dont 68 dans l'Ariège, 2 dans l'Aude et 2 dans la Haute-Garonne[23] ;
- « l'Hers et ripisylves » (1 417 ha), couvrant 41 communes dont 32 dans l'Ariège, 7 dans l'Aude et 2 dans la Haute-Garonne[24];
- les « montagnes d'Olmes » (31 925 ha), couvrant 33 communes dont 31 dans l'Ariège et 2 dans l'Aude[25];
- le « plateau de Puivert » (8 514 ha), couvrant 11 communes du département[26];

Carte des ZNIEFF de type 1 et 2 à Rivel.
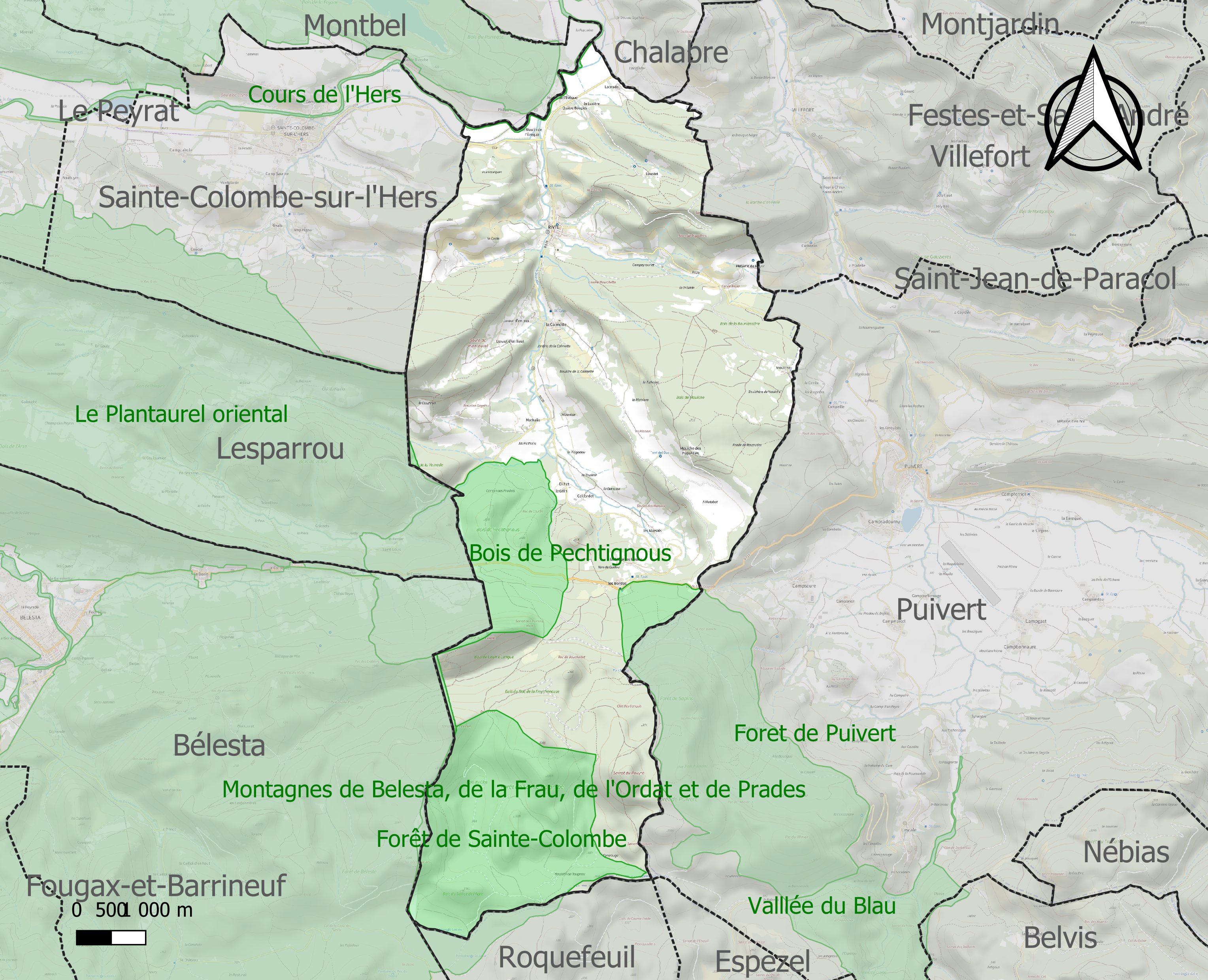
Carte des ZNIEFF de type 1 sur la commune.
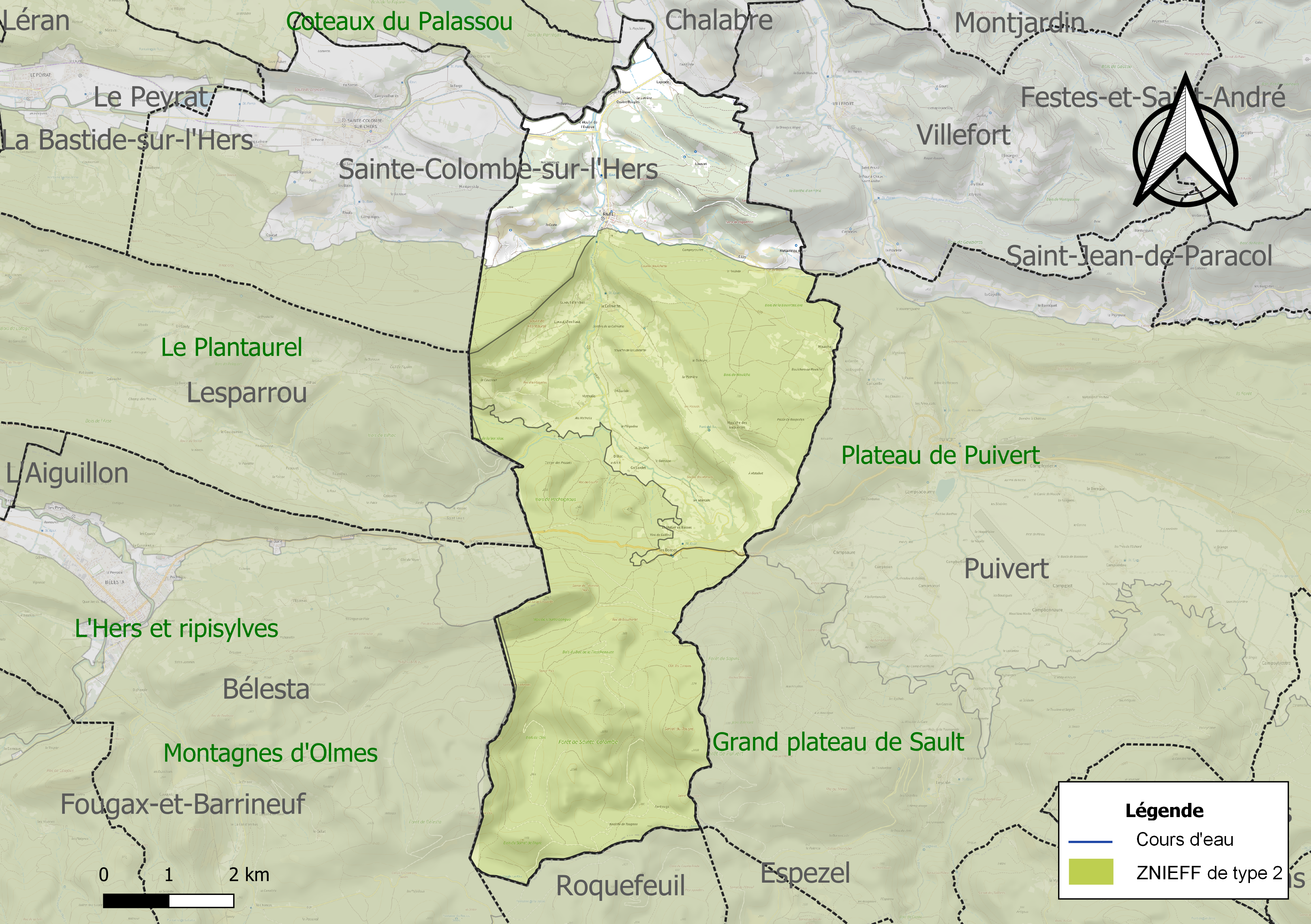
Carte des ZNIEFF de type 2 sur la commune.

## Urbanisme

### Typologie
Au 1er janvier 2024, Rivel est catégorisée commune rurale à habitat très dispersé, selon la nouvelle grille communale de densité à 7 niveaux définie par l'Insee en 2022.
Elle est située hors unité urbaine et hors attraction des villes,.

### Occupation des sols
L'occupation des sols de la commune, telle qu'elle ressort de la base de données européenne d’occupation biophysique des sols Corine Land Cover (CLC), est marquée par l'importance des forêts et milieux semi-naturels (74,3 % en 2018), une proportion identique à celle de 1990 (74,3 %). La répartition détaillée en 2018 est la suivante : 
forêts (70,8 %), zones agricoles hétérogènes (15,5 %), prairies (9,6 %), milieux à végétation arbustive et/ou herbacée (3,5 %), terres arables (0,5 %). L'évolution de l’occupation des sols de la commune et de ses infrastructures peut être observée sur les différentes représentations cartographiques du territoire : la carte de Cassini (XVIIIe siècle), la carte d'état-major (1820-1866) et les cartes ou photos aériennes de l'IGN pour la période actuelle (1950 à aujourd'hui).

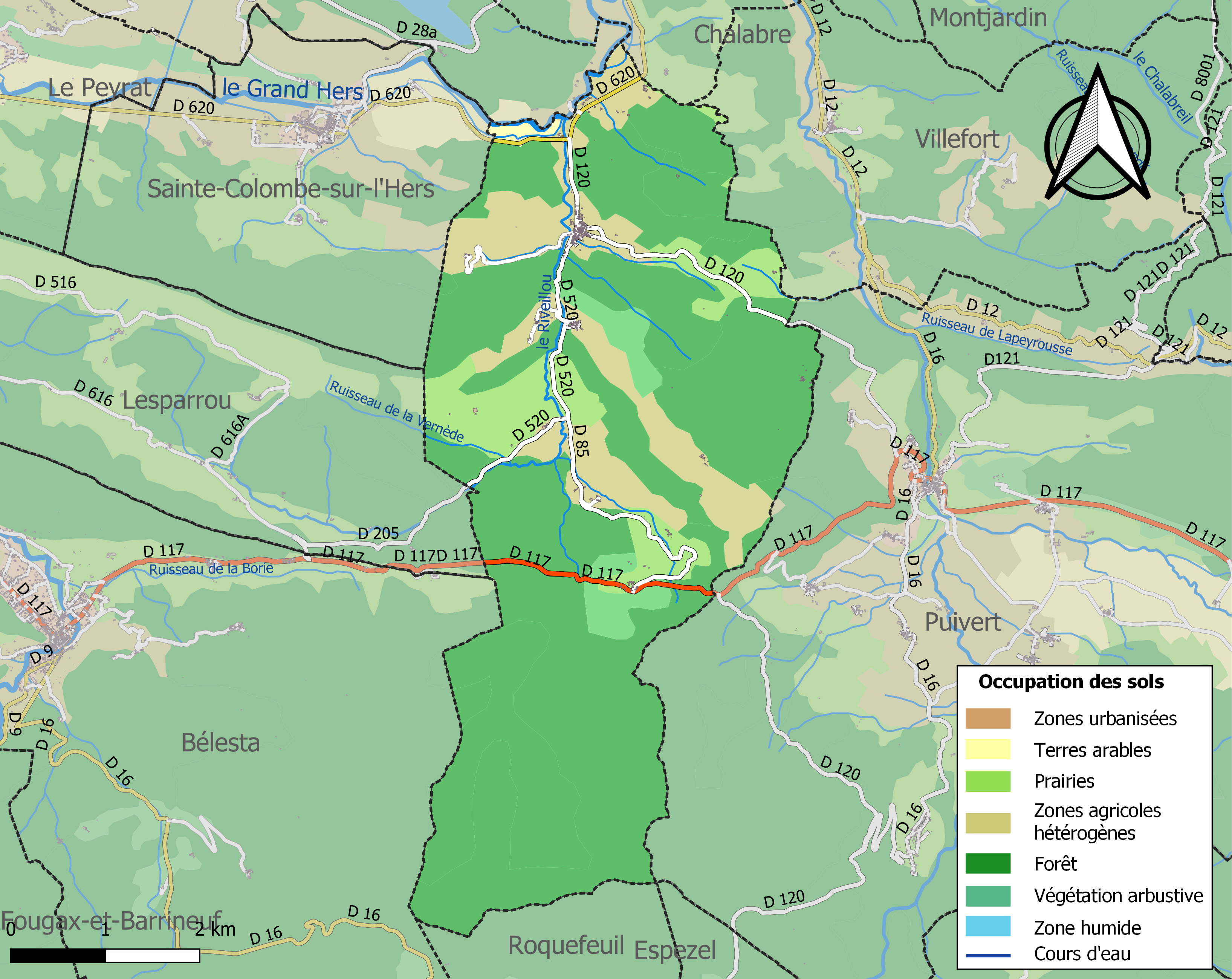
Carte des infrastructures et de l'occupation des sols de la commune en 2018 (CLC).

### Risques majeurs
Le territoire de la commune de Rivel est vulnérable à différents aléas naturels : météorologiques (tempête, orage, neige, grand froid, canicule ou sécheresse), inondations et séisme (sismicité modérée). Un site publié par le BRGM permet d'évaluer simplement et rapidement les risques d'un bien localisé soit par son adresse soit par le numéro de sa parcelle.
Certaines parties du territoire communal sont susceptibles d’être affectées par le risque d’inondation par débordement de cours d'eau, notamment le ruisseau de Glandes. La commune a été reconnue en état de catastrophe naturelle au titre des dommages causés par les inondations et coulées de boue survenues en 1982, 1992, 2009, 2014 et 2020,.

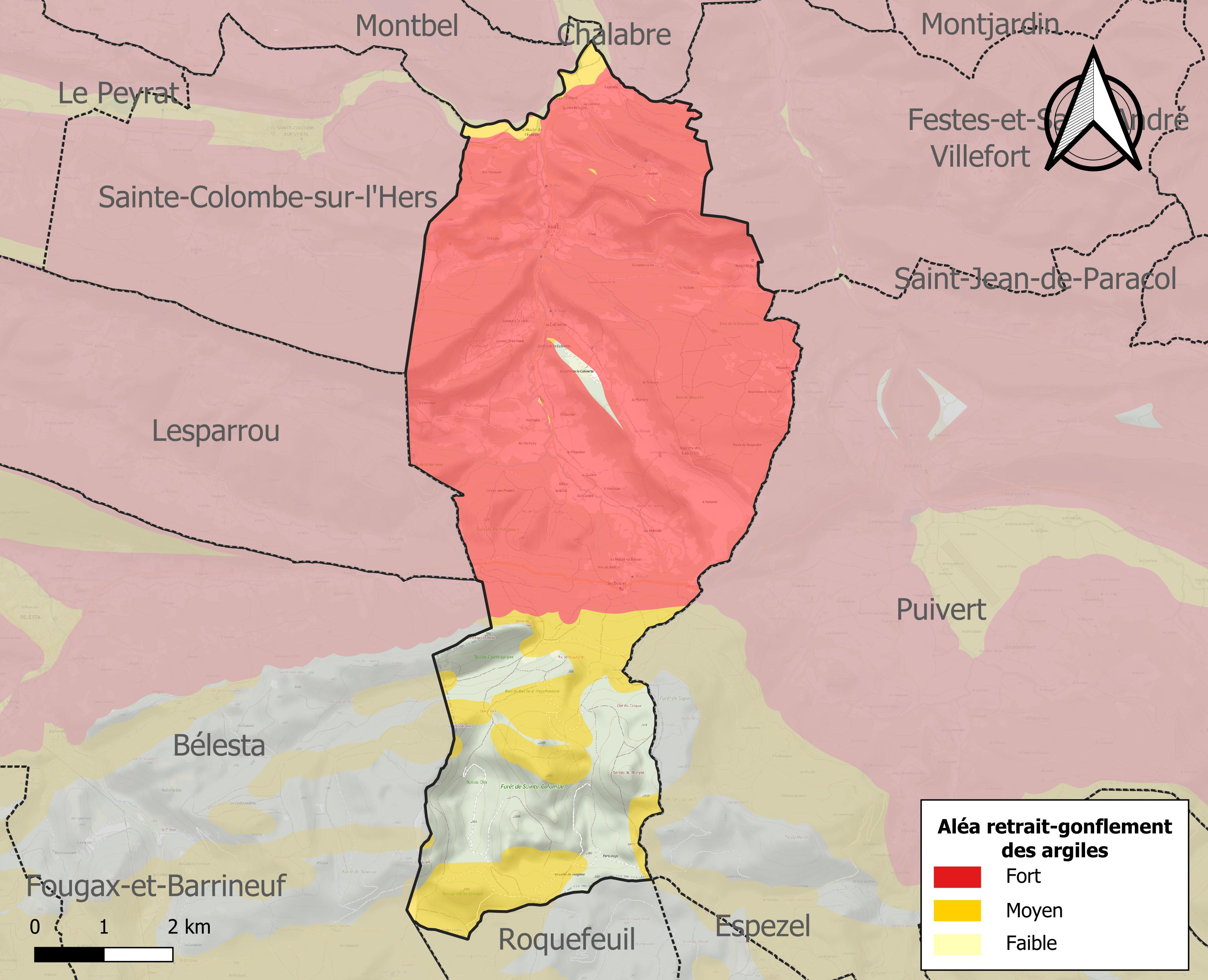
Carte des zones d'aléa retrait-gonflement des sols argileux de Rivel.

Le retrait-gonflement des sols argileux est susceptible d'engendrer des dommages importants aux bâtiments en cas d’alternance de périodes de sécheresse et de pluie. 84,1 % de la superficie communale est en aléa moyen ou fort (75,2 % au niveau départemental et 48,5 % au niveau national). Sur les 206 bâtiments dénombrés sur la commune en 2019, 206 sont en aléa moyen ou fort, soit 100 %, à comparer aux 94 % au niveau départemental et 54 % au niveau national. Une cartographie de l'exposition du territoire national au retrait gonflement des sols argileux est disponible sur le site du BRGM,.
Concernant les mouvements de terrains, la commune a été reconnue en état de catastrophe naturelle au titre des dommages causés par des mouvements de terrain en 2020.

## Toponymie
Rivel tire son nom du ruisseau qui la traverse: le Riveillou, du latin rivulus (petite rivière).

## Histoire
Le livre de Casimir Pont paru en 1872 demeure la référence principale sur l'histoire de la commune de Rivel. Il a fait l'objet de trois rééditions (1974, 1989, et 2018, cette dernière chez un éditeur américain), et de rééditions à la demande en France (2016) et en Inde (2020).
Le village de Rivel s'est progressivement développé autour d'une bastide fortifiée, édifiée peu après que le château, ainsi que le village de Pendels situé plus haut (probablement aux alentours de la chapelle Sainte-Cécile), eurent été détruits en 1210 lors de la croisade des Albigeois.
La création d'une bastide était généralement accompagnée d’une charte faisant état de propositions attractives afin d'en assurer le peuplement. À Rivel ce document n'a pas été nécessaire car il n’y a pas eu création de village, mais transfert. La bastide est entourée de voies larges qui occupent l'emplacement des anciens fossés secs qui la ceinturaient. Elle est traversée par une rue principale, la rue de la Ville, dont l'extrémité méridionale présente les restes d'une porte d’entrée, et par trois rues plus petites qui lui sont perpendiculaires.
La bastide ne comportait pas de véritables remparts mais les maisons situées en bordure de l’agglomération en tenaient lieu, bâties sur des murs plutôt puissants dont certains subsistent encore aujourd’hui. La façade orientale de l’église Saint Jean participait à cette fortification.
La gare de Rivel - Montbel, sur la commune ariégeoise de Montbel, a fonctionné de 1902 à 1939 sur la ligne de Moulin-Neuf à Lavelanet. Il y eut cependant une réouverture temporaire du service voyageur du 5 mai 1941 au 6 mai 1946, la pénurie de transports routiers liée à la guerre conduisit à ajouter une voiture au train de marchandises subsistant. Le service marchandises perdura jusqu'en 1973.
Durant la Seconde Guerre mondiale, un camp d'internement est installé à proximité de la voie ferrée, près de la gare de Rivel - Montbel. Y sont internés des combattants des Brigades internationales, des militants socio-démocrates allemands et autrichiens, des communistes, des syndicalistes et des Juifs,.

## Politique et administration
| Période    | Période  | Identité           | Étiquette | Qualité |
| ---------- | -------- | ------------------ | --------- | ------- |
| avant 1981 | ?        | Henri Rives        | DVG       |         |
| mars 2001  | mai 2020 | Jean-Pierre Salvat | DVD       |         |
| mai 2020   | En cours | Jérôme Artigues    |           |         |

## Démographie
L'évolution du nombre d'habitants est connue à travers les recensements de la population effectués dans la commune depuis 1793. Pour les communes de moins de 10 000 habitants, une enquête de recensement portant sur toute la population est réalisée tous les cinq ans, les populations de référence des années intermédiaires étant quant à elles estimées par interpolation ou extrapolation. Pour la commune, le premier recensement exhaustif entrant dans le cadre du nouveau dispositif a été réalisé en 2004.

En 2022, la commune comptait 218 habitants, en évolution de +12,95 % par rapport à 2016 (Aude : +2,65 %, France hors Mayotte : +2,11 %).
| 1793 | 1800 | 1806 | 1821  | 1831  | 1836  | 1841  | 1846  | 1851  |
| ---- | ---- | ---- | ----- | ----- | ----- | ----- | ----- | ----- |
| 872  | 919  | 959  | 1 043 | 1 224 | 1 226 | 1 227 | 1 200 | 1 160 |

| 1856  | 1861 | 1866  | 1872  | 1876 | 1881 | 1886 | 1891 | 1896 |
| ----- | ---- | ----- | ----- | ---- | ---- | ---- | ---- | ---- |
| 1 000 | 962  | 1 001 | 1 028 | 939  | 861  | 911  | 844  | 790  |

| 1901 | 1906 | 1911 | 1921 | 1926 | 1931 | 1936 | 1946 | 1954 |
| ---- | ---- | ---- | ---- | ---- | ---- | ---- | ---- | ---- |
| 777  | 775  | 741  | 663  | 580  | 563  | 501  | 486  | 470  |

| 1962 | 1968 | 1975 | 1982 | 1990 | 1999 | 2004 | 2006 | 2009 |
| ---- | ---- | ---- | ---- | ---- | ---- | ---- | ---- | ---- |
| 421  | 365  | 312  | 270  | 233  | 211  | 212  | 218  | 223  |

| 2014 | 2019 | 2022 | - | - | - | - | - | - |
| ---- | ---- | ---- | - | - | - | - | - | - |
| 200  | 210  | 218  | - | - | - | - | - | - |

## Économie

### Revenus
En 2018  (données Insee publiées en septembre 2021), la commune compte 104 ménages fiscaux, regroupant 183 personnes. La médiane du revenu disponible par unité de consommation est de 16 680 € (19 240 € dans le département).

### Emploi
| Division       | 2008   | 2013   | 2018   |
| -------------- | ------ | ------ | ------ |
| Commune        | 10,9 % | 20,5 % | 18,7 % |
| Département    | 10,2 % | 12,8 % | 12,6 % |
| France entière | 8,3 %  | 10 %   | 10 %   |

En 2018, la population âgée de 15 à 64 ans s'élève à 104 personnes, parmi lesquelles on compte 70,1 % d'actifs (51,4 % ayant un emploi et 18,7 % de chômeurs) et 29,9 % d'inactifs,. Depuis 2008, le taux de chômage communal (au sens du recensement) des 15-64 ans est supérieur à celui de la France et du département.
La commune est hors attraction des villes,. Elle compte 24 emplois en 2018, contre 27 en 2013 et 36 en 2008. Le nombre d'actifs ayant un emploi résidant dans la commune est de 53, soit un indicateur de concentration d'emploi de 44 % et un taux d'activité parmi les 15 ans ou plus de 39,5 %.
Sur ces 53 actifs de 15 ans ou plus ayant un emploi, 17 travaillent dans la commune, soit 33 % des habitants. Pour se rendre au travail, 78,2 % des habitants utilisent un véhicule personnel ou de fonction à quatre roues, 3,6 % s'y rendent en deux-roues, à vélo ou à pied et 18,2 % n'ont pas besoin de transport (travail au domicile).

### Activités hors agriculture
14 établissements sont implantés  à Rivel au 31 décembre 2019.
Le secteur de l'industrie manufacturière, des industries extractives et autres est prépondérant sur la commune puisqu'il représente 42,9 % du nombre total d'établissements de la commune (6 sur les 14 entreprises implantées  à Rivel), contre 8,8 % au niveau départemental.

### Agriculture
|               | 1988  | 2000 | 2010 | 2020 |
| ------------- | ----- | ---- | ---- | ---- |
| Exploitations | 12    | 9    | 8    | 9    |
| SAU (ha)      | 1 031 | 1150 | 1186 | 892  |

La commune est dans le Razès, une petite région agricole occupant l'ouest du département de l'Aude, également dénommée localement « Volvestre et Razès ». En 2020, l'orientation technico-économique de l'agriculture  sur la commune est la polyculture et/ou le polyélevage. Neuf exploitations agricoles ayant leur siège dans la commune sont dénombrées lors du recensement agricole de 2020 (12 en 1988). La superficie agricole utilisée est de 892 ha,,.

## Culture locale et patrimoine

### Lieux et monuments
- Église Sainte-Cécile de Rivel.
Cette chapelle est inscrite au titre des sites naturels depuis 1952[48].
- L'église paroissiale Saint Jean-Baptiste a connu plusieurs phases de développement. La première, évoquée ci-dessus (§ Histoire) est celle de la construction de la bastide, dont elle occupait l'angle Sud-Est. Est venu ensuite, à une époque non déterminée, son agrandissement par l'adjonction d'une abside en mordant sur le fossé Sud et d'une sacristie en mordant sur le fossé Est. Enfin, au début du XIXe siècle, l'abside a été modifiée par le percement de baies de style gothique, et l'obturation des trois oculus dont on peut encore deviner la trace, tandis qu'une chapelle dite de Sainte Anne, était ajoutée dans le prolongement de la sacristie. L'intérieur, composé d'une nef unique de type gothique languedocien, dépourvu de transept, est peut-être du XIVe siècle, ce qui signifierait que l'église primitive a été remaniée. Il est décoré de fresques d'un style analogue à celles de Sainte Cécile, et datant probablement du milieu du XIXe siècle. L'église abrite quelques œuvres d'art intéressantes. Des dommages dans la toiture interdisent depuis 2019 la célébration du culte. Un programme de sauvetage de l'Église est en cours d'élaboration.

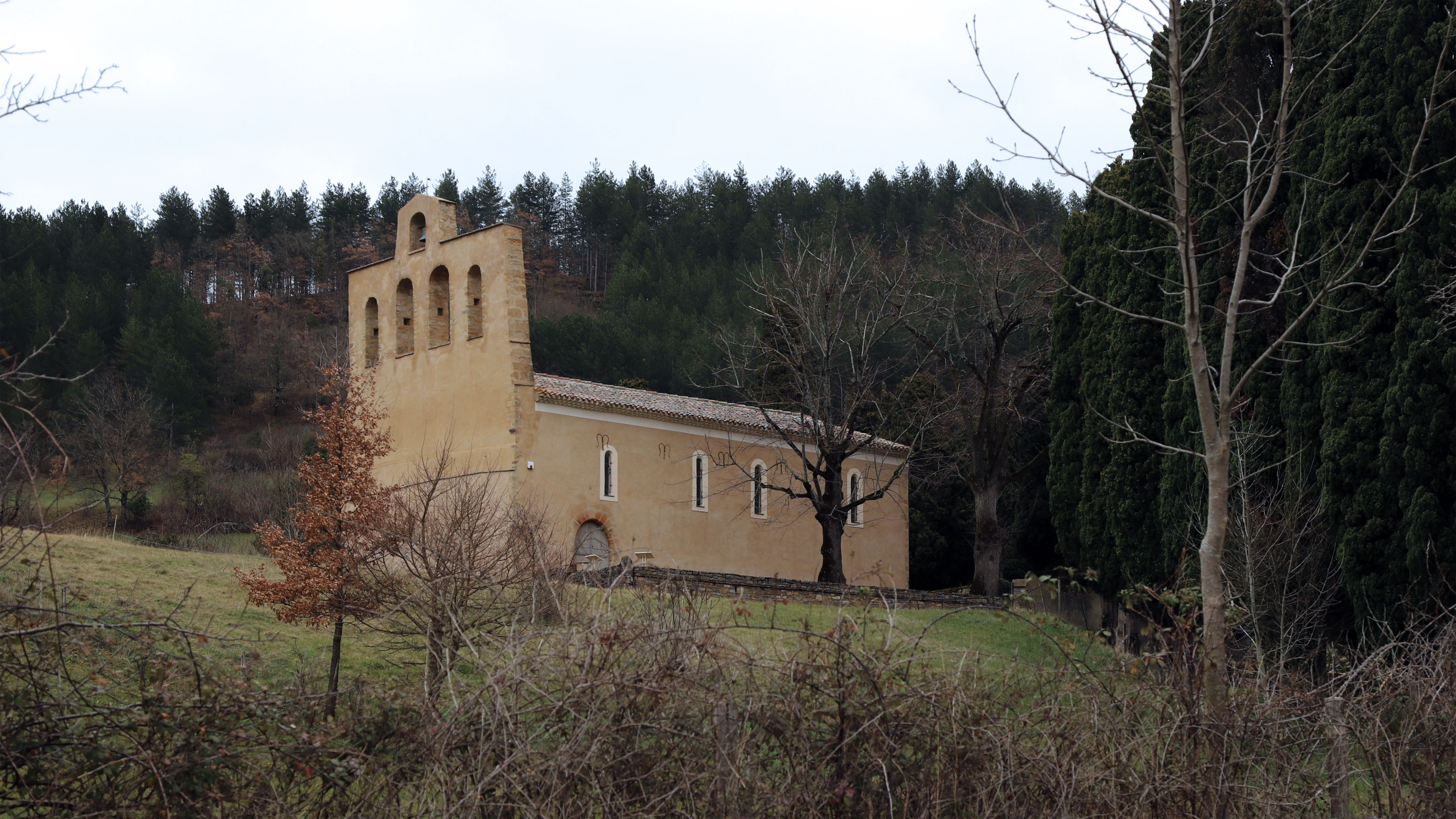
Église Sainte-Cécile de Rivel
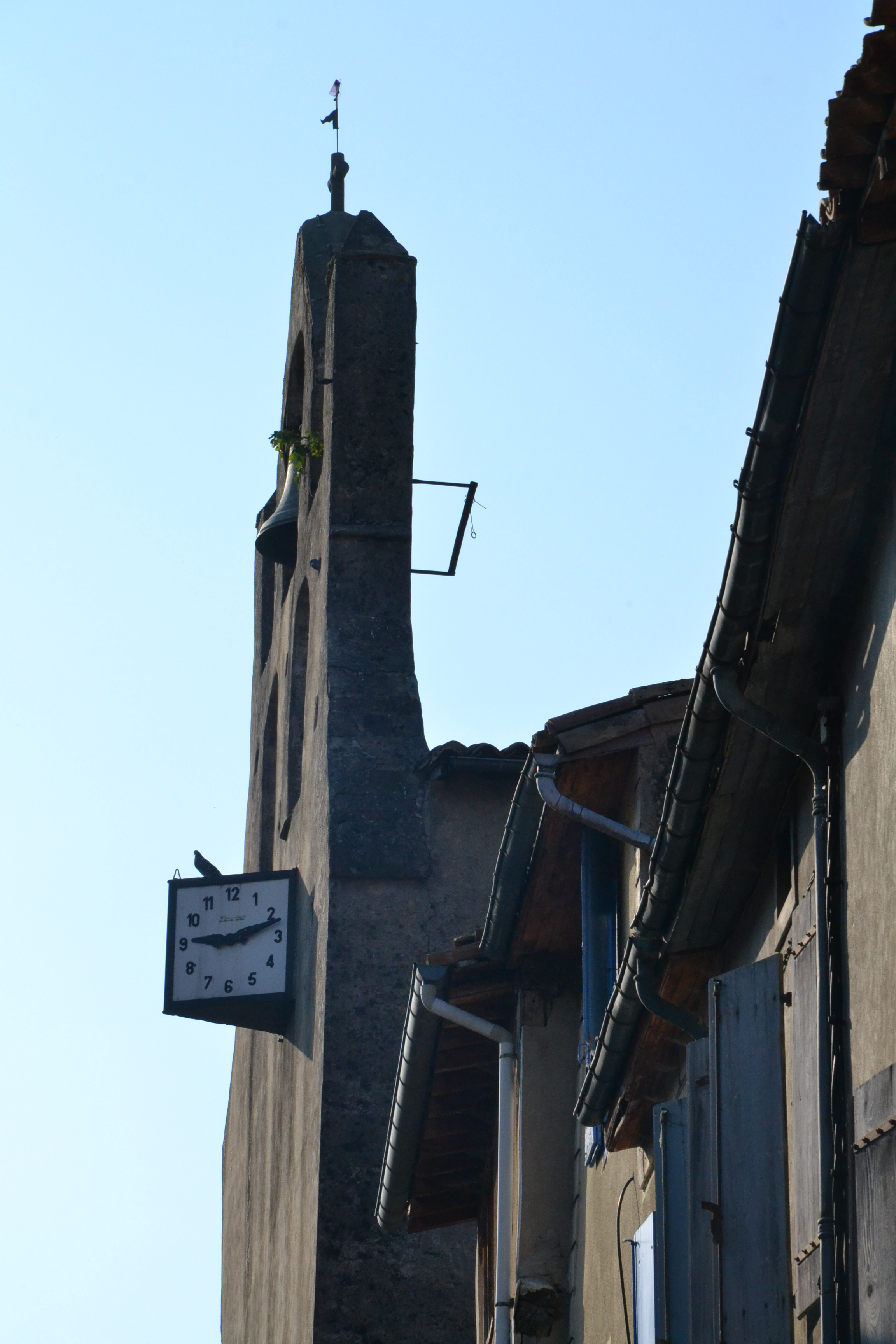
Église Saint-Jean-Baptiste de Rivel
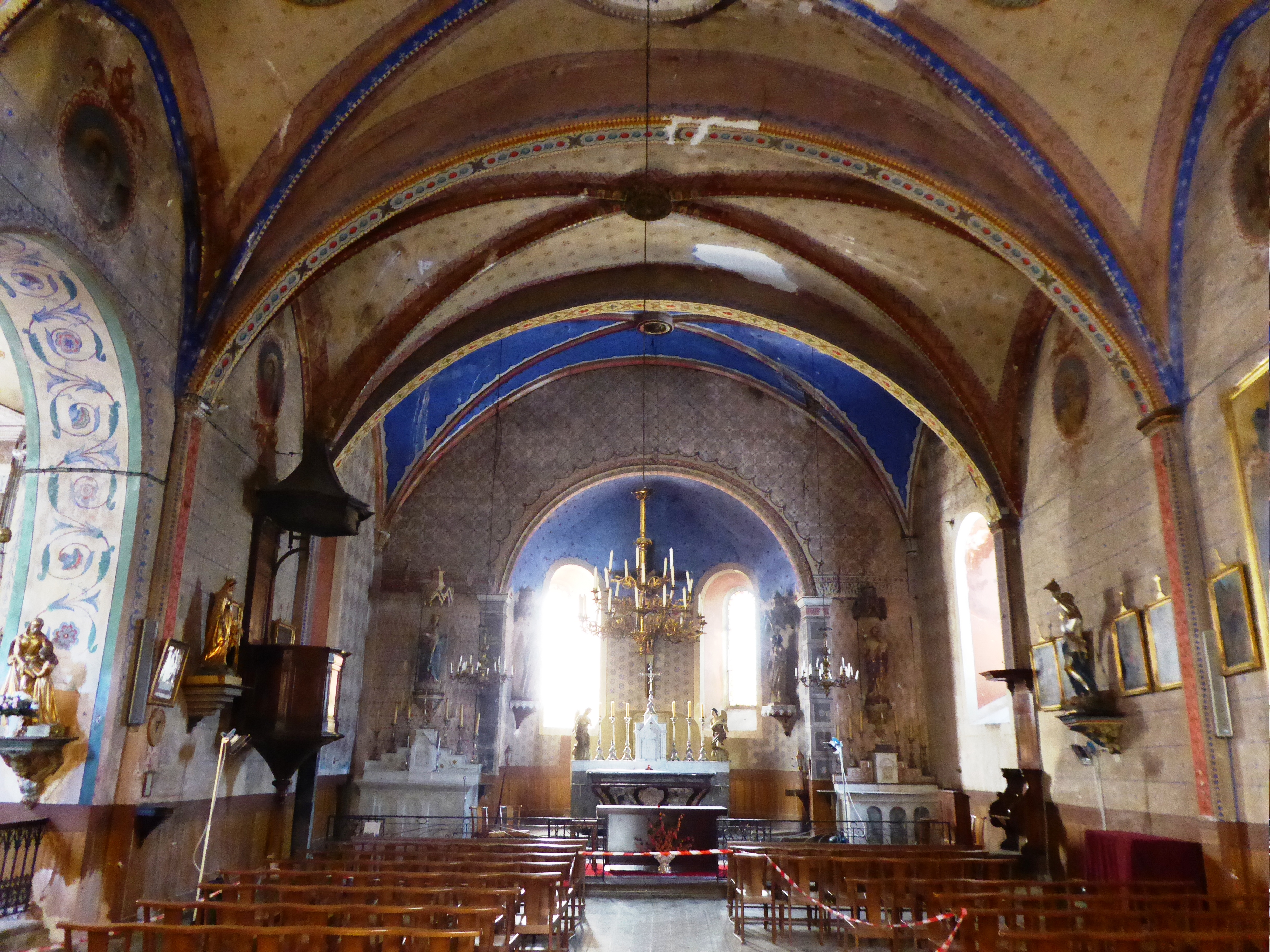
Nef unique de l'église Saint-Jean-Baptiste de Rivel, de style languedocien, caractérisée par des arcs surbaissés sur lesquels sont appuyées les croisées d'ogives.
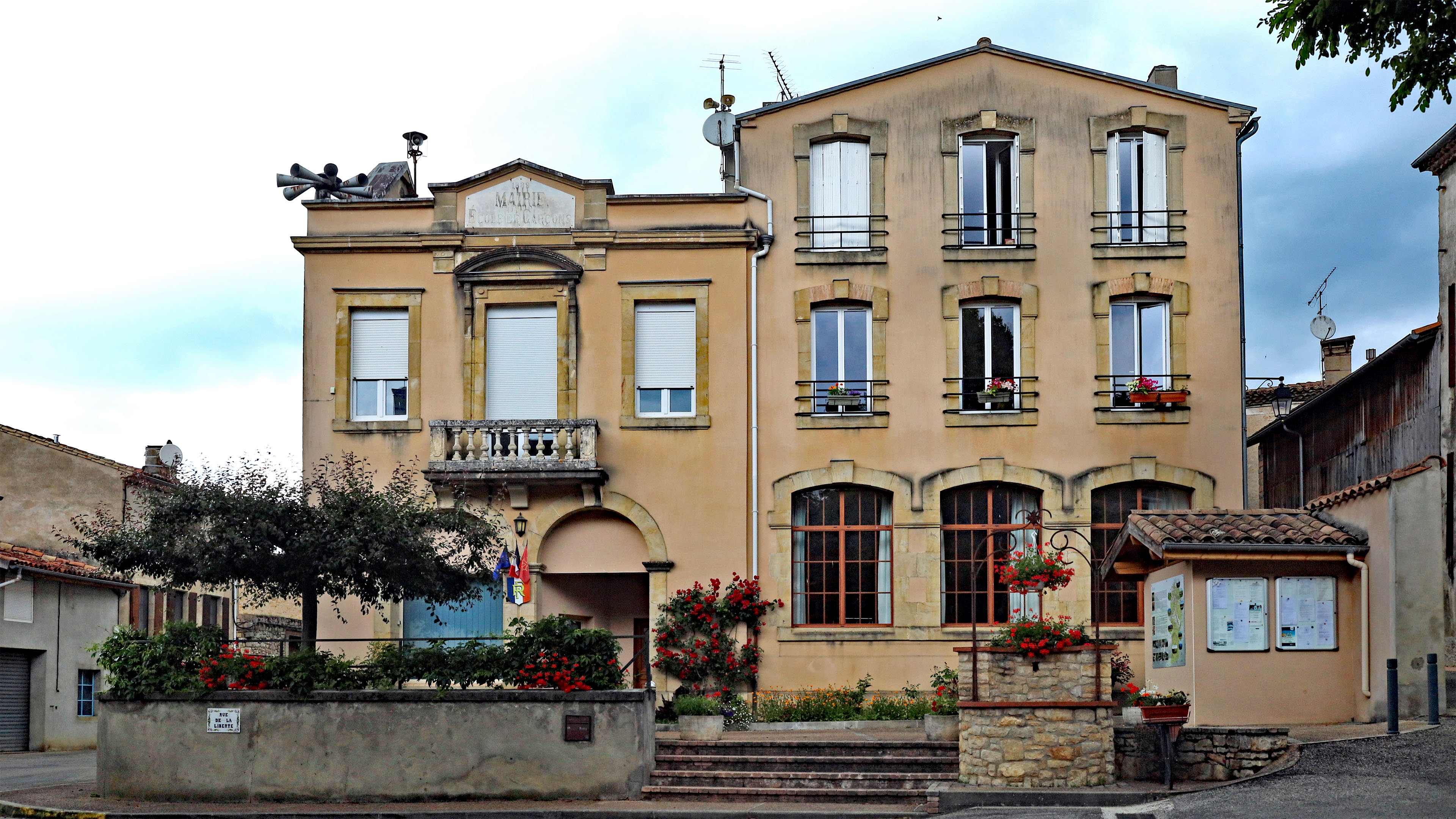
Mairie école.

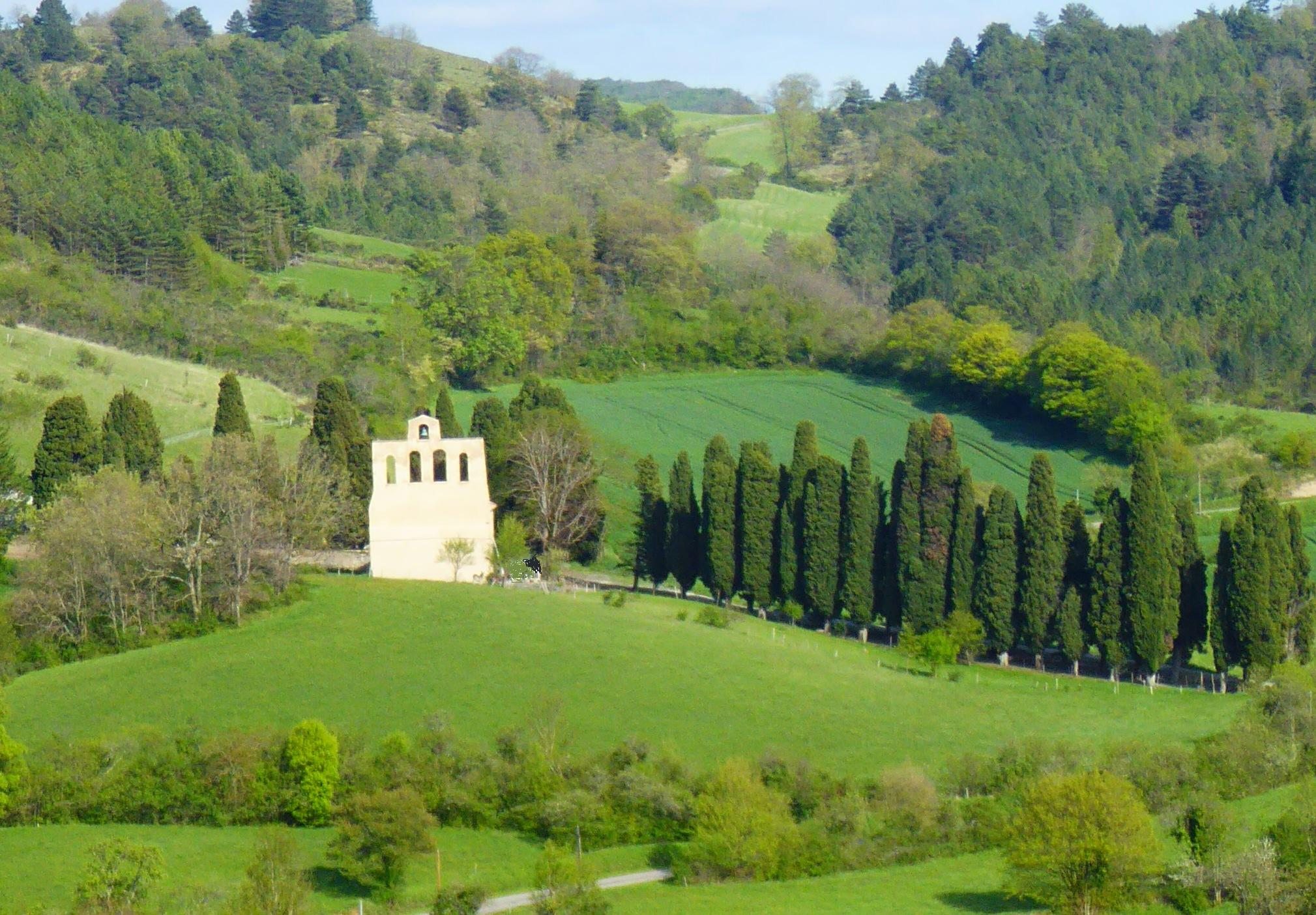
Vue de l'église Sainte Cécile et de l'Allée des cyprès.

- Aux abords du village, la chapelle médiévale Sainte-Cécile remonte avant l'époque des Cathares. Son chevet roman est une rare pièce architecturale épargnée lors de la croisade des Albigeois (1209-1229). Le site, constitué par la chapelle et par l'allée de cyprès y conduisant, est classé. La chapelle abrite quelques œuvres d'art intéressantes. Elle a été restaurée au début des années 2000 à l'initiative de la municipalité de Rivel et de l'Association Rivel Patrimoine.
- Lac de Montbel.
- Col de la Babourade, sur la RD 117.

### Personnalités liées à la commune
- Jean Bonnail

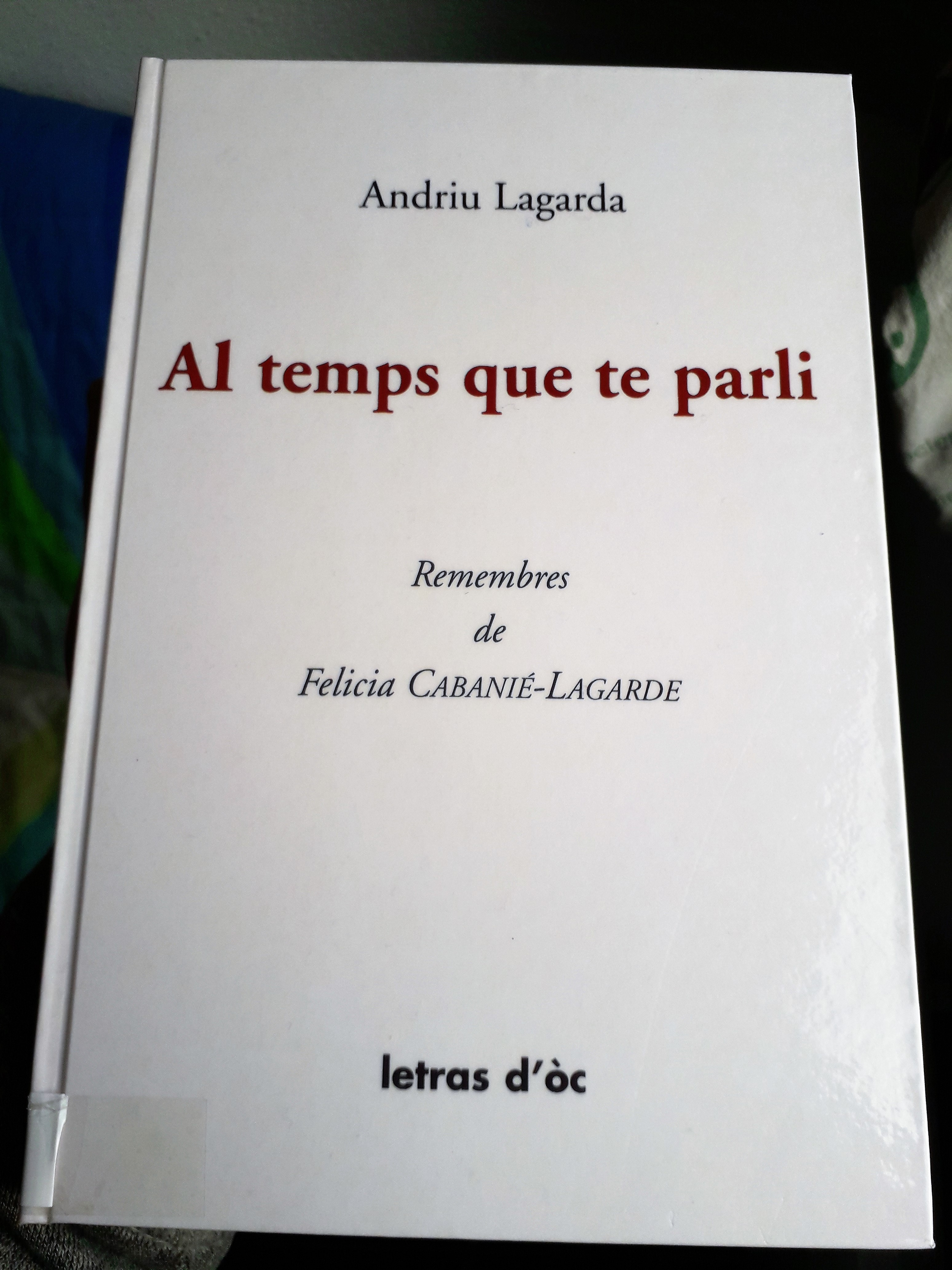
Al temps que te parli, première de couverture.

- Joseph Salvat né à Rivel, dans la ferme familiale.
- Felicia Cabanié-Lagarde (1892-1983) fut une enfant du pays ayant passé la majeure partie de sa vie au hameau des Bouichous[49]. Ses souvenirs ont été recueillis par son fils Andriu Lagarda dans le livre Al temps que te parli (Ed. Letras d'Oc - 2008).

## Héraldique
| Blason de Rivel | Blason  | Tiercé en pairle renversé: au 1 d'azur au clocher de l'église du lieu [église Sainte-Cécile], d'or, ajourée du champ et campanée de sable, au 2 d'argent à un sapin coupé de sinople et fûté de tenné, au 3 de gueules à la burelle ondée d'argent abaissée, surmontée d'une croix cléchée, vidée et pommetée de douze pièces d'or |
| Blason de Rivel | Détails | Créé par JF Binon.Blason sur la page Facebook de la commune, 2025. |